# Lestat de Lioncourt
Lestat de Lioncourt – fikcyjna postać będąca jednym z głównych bohaterów powieści z cyklu Kroniki wampirów autorstwa Anne Rice.
Postać Lestata pojawia się także w dwóch filmach. Pierwszym z nich jest Wywiad z wampirem (Interview with the Vampire), gdzie Lestat odgrywany jest przez Toma Cruise’a. Drugim jest Królowa potępionych (The Queen of the Damned), w którym w postać wampira wcielił się Stuart Townsend.

## Historia

### Dorastanie
Lestat urodził się w Owernii we Francji, jako siódmy i zarazem najmłodszy syn markiza Owernii. Był jednym z trzech którzy przeżyli poród. Pomimo tego, że był wysoko urodzonym szlachcicem, dorastał w ubóstwie, bowiem jego przodkowie roztrwonili rodzinny majątek, a w dodatku został wydziedziczony i pominięto go w testamencie.
Pewnego razu Lestat postanowił pomóc okolicznym mieszkańcom i pojechał w góry aby wytępić zgraję wilków. Udało mu się je wszystkie zabić, lecz poraniły go one dotkliwie, a walka z nimi wywołała szok psychiczny, z którego nie potrafił się otrząsnąć. Stanąć na nogi pomogła mu matka, która nakłoniła go do pójścia do miasta i bliższego poznania skrzypka Nicolasa. Razem z nim uciekł wkrótce do Paryża, gdzie obaj zatrudnili się w teatrze. Lestat został aktorem i otworzyła się przed nim ścieżka wielkiej kariery.

### Przemiana w wampira
Lestat jednak nie został aktorem na stałe i nie cieszył się swoją karierą zbyt długo. Podczas jednego z przedstawień zwrócił na niego uwagę Magnus, jeden z potężnych wampirów. Porwał on i uwięził Lestata, a następnie przemienił go w wampira, uznając iż jest on godny bycia jego spadkobiercą. Tej samej nocy Magnus popełnił samobójstwo spalając się na stosie i pozostawił Lestata samemu sobie. Przed śmiercią natomiast przekazał mu pewne informacje na temat jego nowej natury. Niestety Lestat dowiedział się bardzo niewiele. Wiedział tylko, że nie może przebywać na słońcu oraz musi unikać ognia, a także że od tej chwili będzie się żywił tylko ludzką krwią. Lestat już od pierwszej nocy zamiany w wampira zaczął poznawać na nowo swoje ciało i duszę. Zaczął zdawać sobie sprawę, że nie jest już człowiekiem, a także ma nowe, potężne zdolności. Magnus zapewnił mu także wsparcie materialne (skrzynia z bogactwami).

### Nowe życie
Przez całe swe długie życie Lestat zadawał sobie wiele pytań natury filozoficznej, czy wręcz teologicznej, jak np. „Czy to co robię jest dobre?”, „Gdzie jest Bóg?”, „Co stanie się po śmierci?”, „Co czyni człowieka szczęśliwym?” i wiele innych. Ostatecznie doszedł do przekonania, iż świat jest jak Dziki Ogród, wypełniony pięknem i śmiercią.
Na przestrzeni zaledwie kilku stuleci Lestat stał się jednym z najpotężniejszych wampirów, którego moce porównywalne były z siłą jedynie najstarszych wampirów żyjących tysiąclecia. Stało się to dzięki ogromnej mocy krwi Magnusa oraz jego związku z Akashą – królową wampirów. Lestat uwielbiał luksus i przywiązywał dużą wagę do swojego wyglądu i modnego stroju, przy czym zawsze trzymał się zasady, iż czerń najbardziej przystoi wampirowi. Postać ta jest jednocześnie bardzo skomplikowana pod względem seksualnym. Częstokroć, szczególnie na początku, jego partnerami byli mężczyźni, co Lestat uzasadniał tym, że kobiety w poprzednich wiekach były o wiele mniej interesującymi postaciami niż mężczyźni.
Jako pierwszą przemienił w wampira swoją matkę Gabrielę, z którą później wspólnie żył. Następnie podarował mroczny dar swojemu przyjacielowi Nicolasowi, który był więziony przez inne wampiry. Ten jednak obrócił się od niego, pozostając wraz z paroma wampirami w zamkniętym teatrze Lestata. Jednym z jego kolejnych towarzyszy był Louis de Pointe du Lac, młody francuski arystokrata, mieszkający w pobliżu Nowego Orleanu, którego Lestat przemienił w wampira jeszcze w XVIII wieku i od tego czasu razem mieszkali, podróżowali i zabijali, choć Louis zawsze miał przed tym ostatnim opory ze względu na swe „nadmierne”, jak to określał Lestat, człowieczeństwo.
W 1795 wspólnie przemienili w wampira osieroconą dziewczynkę Claudię, która stała się niejako ich „córką”. Lestat wprowadził ją w tajniki wampirzego życia, a Louis, który naprawdę ją kochał, nauczył ją innego spojrzenia na świat i zdradził jej tajemnicę jak została przemieniona. Obydwaj jednak się jej lękali, ponieważ była bardziej brutalna niż nawet sam Lestat.
Rok 1860 był dla tej trzyosobowej kompanii przełomowy. Po 65 latach Claudia zbuntowała się i próbowała zabić Lestata spalając przy tym cały dom i okropnie go raniąc. Lestata nie było jednak tak łatwo zgładzić. Po tym wypadku musiał się on jednak zregenerować i odnowić swe siły, więc usnął w podziemiach Nowego Orleanu. Przerażały go nowe, niezrozumiałe dla niego czasy. W latach 70 odwiedził go Louis, wybaczając mu. Po tym wydarzeniu Lestat dosłownie zakopał się w Ziemi by umrzeć z głodu krwi. Jednak odgłosy muzyki jego sąsiadów pobudziły go do ponownego życia. Lestat wyszedł na powierzchnię i dogadał się z grupą, stając się jej członkiem. Jego ambicje kazały mu ujawnić sekrety wampirów całemu światu, za co wkrótce został znienawidzony przez ich społeczność.

## Wygląd
Lestat został przemieniony w wampira jako młody człowiek, więc taki miał pozostać na zawsze. Na samym początku książki Wampir Lestat znajdujemy opis jego wyglądu.
Miał sześć stóp wzrostu, gęste, jasne włosy, sięgające niemal do ramion. Lekko kręcone. Jako wampir posiadał szare oczy, które jednak mogły nabrać koloru niebieskiego i fioletowego pod wpływem otoczenia. Lestat pisząc o sobie zaznacza, że ma dość krótki, wąski nos i kształtne usta, zastanawia się czy nie są zbyt duże w stosunku do reszty twarzy.
Jako wampir posiada nadzwyczaj białą, wręcz błyszczącą skórę. Cechą charakterystyczną są również paznokcie, które wydają się szklane.

## Dzieci Lestata
- Gabriella de Lioncourt
- Nicolas de Lenfent
- Louis de Pointe du Lac
- Claudia
- David Talbot
- Mona Mayfair
- Antoine francuski muzyk, który zaatakował Louisa i Claudię, a także wampir, który opuścił Lestata w latach 70, gdy Louis przyszedł go odwiedzić.